# Балашиха
Балаши́ха (рос. Балашиха) — місто, адміністративний центр Балашихинського міського округу Московської області, Росія. Найбільше за чисельністю населення місто Московської області та четверте за величиною місто РФ, що не є центром суб'єкта федерації.

## Географія
Місто розташоване на схід від Москви на річці Пехорка.

## Назва
Назву міста пов'язують з лікувальною травою блошняк, якої вдосталь росте у цих місцях. Втім є переконливі версії, які свідчать про угро-фінське походження назви. На картах XVIII століття топонім Балашиха (Блашиха, Блощиха) відноситься до течії Пехорки від присілку Нікольське (Нікольське-Трубецьке) до урочища Зелена Роща, яка свого часу називалось Блашинським яром. Зникаюча голосна першого складу свідчить про давнє походження слова-топоніми БЪЛО(А)ШИХА. У вепсів поєднання BALAT-SIHA буквально означає «чавкаючий (шумлячий) бруд», що пов'язано з заболоченістю цих місць 1500 років тому. Якщо друга частина слова майже у всіх угро-фінів пов'язаний з шумом, то перший має інше значення. Так, у комі БАЛА — свято, (а ШИКНИ — грати), у мордви БАЛА и БОЛОН — шишка, потовщення, в угорців BALKE — лівий BALKESSEG — шульга. Давньофінське BOOLA означає з'єднання, суміш, а BLASKI, BLASA — сміх, посміховисько. Отож «зникаюча» голосна в першому складі притаманна для угро-фінських мов, також для них характерне чергування звуків О та А. У цілому назву урочища можна потрактувати як широкий простір, затоплюваний в повінь, або як «місце свята (ігрищ)», які можливо мали культове значення.

## Історія
Розвиток поселень на території Балашихи почався лише з появою дороги «Владимирка кандальна», по якій з Москви через Владимир гнали каторжан до Сибіру. Вздовж цієї дороги виникли села, які тепер увійшли до складу Балашихи, але зберегли історичні назви — Горенки, Акатово, Кучино, Реутово, Купавна, Ниікольсько-Архангельське, Пехра-Яковлевське, Пехра-Покровське. Серед найвідоміших власників сіл були Долгорукі, Розумовські, Голіцини, Трубецькі. У 1830 році князь Іван Миколайович Трубецький відкрив суконну фабрику у містечку Блошиха (нині БХПФ). А при ній виникло невелике селище. Цю дату можна вважати першим народженням міста.

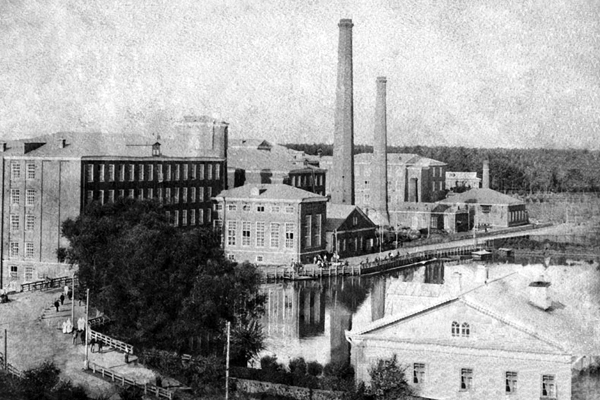
Вид на Балашихинську бавовняно-ткацьку фабрику

До кінця ХІХ століття район перетворюється в промислове передмістя з потужною дачною індустрією. Подальший її розвиток пов'язаний з близькістю до Москви. У 30-х роках ХХ століття тут активно розбудовуються підприємства важкої індустрії: авіабудування, машинобудування, хімія. Зокрема у 1932 році починають будувати великий авіаційний завод — 120 завод (нині ВАТ «БЛМЗ»), а у 1938 р. Ново-Московський автогенний завод (нині ВАТ «AGA»), також будується автокрановий завод.
Тим не менше статус міста Балашиха отримала доволі пізно — лише 19 вересня 1939 року, а у травні 1941 року вона стає районним центром. Перед початком війни у місті жило 40 тисяч людей.
У 1957 році на площі Леніна було відкрито пам'ятник В. І. Леніну. Також тут було збудовано міськком партії (нині будинок Адміністрації міського округу), натомість храм Олександра Невського, який тут знаходився — знищений. У 1965 році було оформлено центральну площу міста — площу Слави, а 9 травня 1973 року тут було відкрито пам'ятник воїну переможцю. У 2002 році реконструйовано Алею Героїв.

### Колишні населені пункти
До складу сучасного міста входять території колишніх населених пунктів, які нині є його мікрорайонами:
| Населений пункт                                 | Населення, осіб (2002) | Населення, осіб (2010) | Коли приєднано до міста |
| ----------------------------------------------- | ---------------------- | ---------------------- | ----------------------- |
| Абрамцево, присілок                             | 767                    | -                      | 10.06.2003              |
| Безменково, присілок                            | 257                    | -                      | 10.06.2003              |
| Горбово, селище                                 | 59                     | -                      | 10.06.2003              |
| Желєзнодорожний, місто                          | 103931                 | 131257                 | 10.01.2015              |
| Купавна, селище міського типу                   | 6691                   | -                      | 07.2004                 |
| Лукино, присілок                                | 183                    | -                      | 10.06.2003              |
| Нікольсько-Архангельське, село                  | 462                    | -                      | 10.06.2003              |
| Нікольсько-Архангельський, селище міського типу | 18637                  | -                      | 10.06.2003              |
| Нікольсько-Трубецьке, село                      | 387                    | -                      | 10.06.2003              |
| Нова, присілок                                  | 855                    | -                      | 10.06.2003              |
| Пехра-Покровське, село                          | 442                    | -                      | 10.06.2003              |
| Салтиковка, селище міського типу                | 4611                   | -                      | 10.06.2003              |
| Совхоза імені 1 Мая, селище                     | 3074                   | -                      | 10.06.2003              |
| Щитниково, село                                 | 479                    | -                      | 10.06.2003              |

## Населення
Населення — 215494 особи (2010; 147909 у 2002).

## Господарство

### Промисловість
Місто входить у число найрозвинутіших Московської області. Більшість науково-промислових підприємств сформувались у першій половині XX століття. Промислові підприємства округу спеціалізуються у виробництві кріогенної техніки, кранів-маніпуляторів, вузлів для сучасних літаків та інших літальних апаратів, металоконструкцій, бетонозмішувальних установок, збірного залізобетону, виробів з дерева, стисненого газу, рукавів високого тиску, товарів народного вжитку з пластмаси, фільтрів для води, харчових продуктів, фарб. Наукові організації міста здійснюють дослідження для потреб Міноборони РФ, МНС Росії та ін. Найбільшими підприємствами міста є ВАТ «Кріогенмаш», ТзОВ «Парламент продакшн», ВАТ «345 механічний завод», ЗАТ «МЕТТЕМ-Технології», ВАТ Авіаційна корпорація «Рубін», ВАТ «Балашихинський литво-механічний завод», ВАТ «Лінде Газ Рус», ЗАТ «Акзо Нобель Декор» — їхня частка становить 80 % загального відвантаження підприємств переробної галузі.

Малі та середні підприємства Балашихи займаються виготовленням одягу, обробки деревини, зв'язком, текстильним виробництвом, меблевим виробництвом, виробів з паперу та картону та іншими напрямками діяльності.

### Транспорт
Балашиха з'єднана з Москвою залізницею з кінцевою станцією Балашиха. Перевезення в межах міського округу щодня здійснюють 580 автобусів особливо малих, малих та великих які обслуговують 50 маршрутів, з них 18 муніципальних маршрутів, 7 міжмуніципальних та 25 міжсуб'єктих маршрутів. Загальна довжина доріг в межах міського округу Балашиха становить 357,6 км, у тому числі муніципальних — 278,0 км, федеральних — 23,6 км, обласних — 56,0 км

### Освіта
В Балашисі знаходиться Військово-технічний університет який готує фахівців-фортифікаторів,
а також Російський аграрний заочний університет.
Окрім того в місті функціонує 19 загальноосвітніх шкіл, 5 гімназій, 1 ліцей, школа-інтернат, 2 центри позашкільної освіти, школа для дітей з особливими потребами, навчально-методичний центр, 45 дитячих садків та санаторно-лісова школа «Полянка».

### Пам'ятки та пам'ятні місця

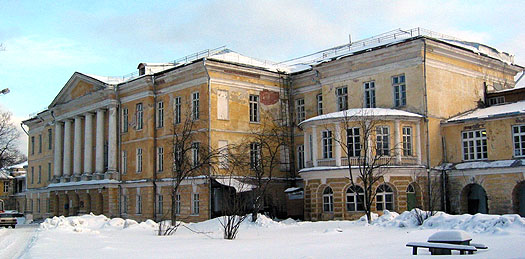
Садиба Горенки

Історія Горенок відома з першої чверті 17 ст, тоді вони називались Коробкіна пустош. Першим власником садиби був Никифор Плещеєв, боярського роду (1623–1693 рр.). У 1693 р. Коробкина пустош стала власністю його дочки, яка вийшла заміж за князя Ю. Я. Хілкова. Саме при ньому будується великий дерев'яний будинок та дається назва Горенки. Потім власника садиби неодноразово мінялись. Зокрема у 1747 році садибу придбав граф Олексій Розумовський. Приблизно в цей час будується кам'яний будинок і церква Всемилистового Спаса. Після його смерті садиба дістається його брату Кирилу Григоровичу. У 1778 році, вийшовши у відставку, він тут поселився і почав зводити величну садибу з пейзажним парком. У 1827 році спадкоємці графа Розумовського продають садибу князю Н. Б. Юсупову. Далі було ряд перепрофілювань садиби яка використовувалась як фабрика, госпіталь, для волосного виконкому і, врешті, дитячого будинку. А від 1926 року тут знаходиться санаторій «Красная роза». Садиба Горенки є пам'яткою федерального значення та охороняється державою.
Садиба Пехра-Яковлевське. Перші документальні свідчення про поселення на території садиби відносяться до межі 16-17 сторіч. Поселення належало роду Голіциних, а сама садиба закладена в 1760–1765 гг. Сучасники називали її московським ермітажом. У 1924 році вона потерпіла від пожежі, у радянські часи тут розташовувались різні організації, зараз будівля належить Російському аграрному заочному університету. Вона є пам'ятником федерального значення.
Балашихинська бавовнопрядильна фабрика N1 (БХПВ)
Саме від її заснування у 1830 році веде своє літочислення Балашиха. А засновником її став князь М. І. Трубецькой в маєтку якого на річці Пехорці і була заснована фабрика. Потім фабрика неодноразово міняла господарів, у роки радянської влади була націоналізована. Однак зараз фабрика припинила своє існування.

### ЗМІ
У місті працює ряд електронних та друкованих ЗМІ, а саме телеканал «Балашиха», який було засновано у квітні 1998 року, воно має 18-годинний ефір.
З друкованих ЗМІ у місті виходить газета «Факт», яка існує з листопада 2006 року. Її засновником є Балашихінське інформаційне агентство. Другий засновник газети — адміністрація міського округу Балашиха. Газета має ряд тематичних додатків, а з кінця 2009 року інформаційне агентство розпочало випуск дитячого журналу «Наш Совёнок» — для аудиторії від 5 до 12 років. З 1 січня 2009 року до складу Інформаційного агентства увійшло дротове радіо, яке має щодня 50 хвилин ефіру.

### Культура
У місті діють такі заклади культури:
- Муніципальний заклад «Картинна галерея»
- Муніципальний заклад «Історико-краєзнавчий музей»
- Муніципальний заклад «Міський парк культури та відпочинку»[17][18]

### Спорт
У місті працює спортивний комплекс «Метеор» та льодовий палац «Балашиха»

## Герб і прапор
Сучасну версію герба міста Балашиха було затверджено 30 червня 1999 року. Прапор міста затверджено 29 червня 1999 року. Прапор міського округу та міста Балашиха червоного кольору з пропорціями ширини до довжини 2:3, на ньому є зображення фігур герба міського округу та міста Балашиха та жовтої смуги вздовж древка шириною в 1/6 прапора.

## Відомі люди
- Флеров Іван Андрійович — командир першої батареї «Катюш»
- Левітан Ісаак Ілліч
- Андрій Бєлий
- Меєргольд Всеволод Емільович
- Бєляков Віктор Петрович — видатний вчений, Герой соціалістичної праці, Член-кореспондент РАН, генеральний конструктор кріогенної техніки.
- Лев Власович Кудаковський — Герой Радянського Союзу, народився в Балашисі. Звання Героя Радянського Союзу та медаль «Золота зірка» його було присвоєно за форсування Західної Двини

## Міста-побратими
- Янчжоу, КНР